# Sílvia Amblàs Pons
Silvia Amblàs Pons va néixer l'11 de febrer de 1978 a Vic.
És llicenciada en Sociologia per la Universitat Autònoma de Barcelona, graduada en Ciències del Treball, i en Investigació i Tècniques de Mercat per la Universitat Oberta de Catalunya, i PMD (Programa for Management Development) per ESADE.
La seva trajectòria professional ha estat relacionada amb DEP Institut des de l'any 2003 i, des del 2008, n'és la directora.
A més, es coautora del llibre Guía "Práctica para estudiar en el extranjero" i de l'article “L'orientació, un repte de país”, inclòs a Reptes de l'educació a Catalunya.
En l'àmbit de l'orientació, ha participat en l'Estudi sobre l'impacte de l'orientació professional de joves en el desenvolupament de competències per a l'accés i la transformació del mercat laboral; la realització de la diagnosi i la definició de l'estratègia de l'Orientació a Barcelona (Barcelona Orienta) per l'Institut Municipal d'Educació de Barcelona; la definició i desenvolupament del pla d'acció de la Taula per a l'orientació de la Diputació de Barcelona; el full de ruta pel desplegament del model d'orientació del SOC; i la dinamització i proposta de pla de treball en matèria d'orientació professional pel Consell Català de Formació Professional.
També ha contribuït en els projectes europeus GuidingCities, desenvolupant el concepte de ciutats orientadores, Keyway, entorn l'impacte de l'orientació, i Jobland, projecte per promoure l'orientació acadèmica i professional des de l'educació Primària.
Respecte a la seva experiència docent és professora de l'assignatura Consultoria Política al màster d'Anàlisi Política i Assessoria Institucional de la Universitat de Barcelona.